# Prado, Tây Ban Nha
Prado là một đô thị trong tỉnh Zamora, Castile và León, Tây Ban Nha. Dân số 99 (2004) và diện tích 10.95 km².
Nó có diện tích 10,95 km² với dân số 85 cư dân và mật độ 7,76 hab / km².
Toàn bộ đô thị của nó được tích hợp trong SPAs peneplains-Campos Sur.

## Lịch sử
Cũ vacceo lãnh thổ bị chiếm đóng bởi người La Mã, người đã gia nhập Pháp Convent Cluniense. Phần còn lại của các hoạt động của họ được lưu giữ trong "Castro Lucio".
Những người Goths định cư tại khu vực này, mà họ gọi là "Campi gothorum", và sau cuộc xâm lược người Hồi giáo và sự xuất hiện của Vương quốc León, Alfonso III thành lập Prado trong thế kỷ thứ mười, denominating "Pratum" đã nêu trong các tài liệu, như sư tử pháo đài chống lại người tây Ban Nha, ông được củng cố và có hàng rào và lâu đài (thế kỷ XIII), tăng tới phía tây của parroquial.1 thờ